# Daniel Scioli

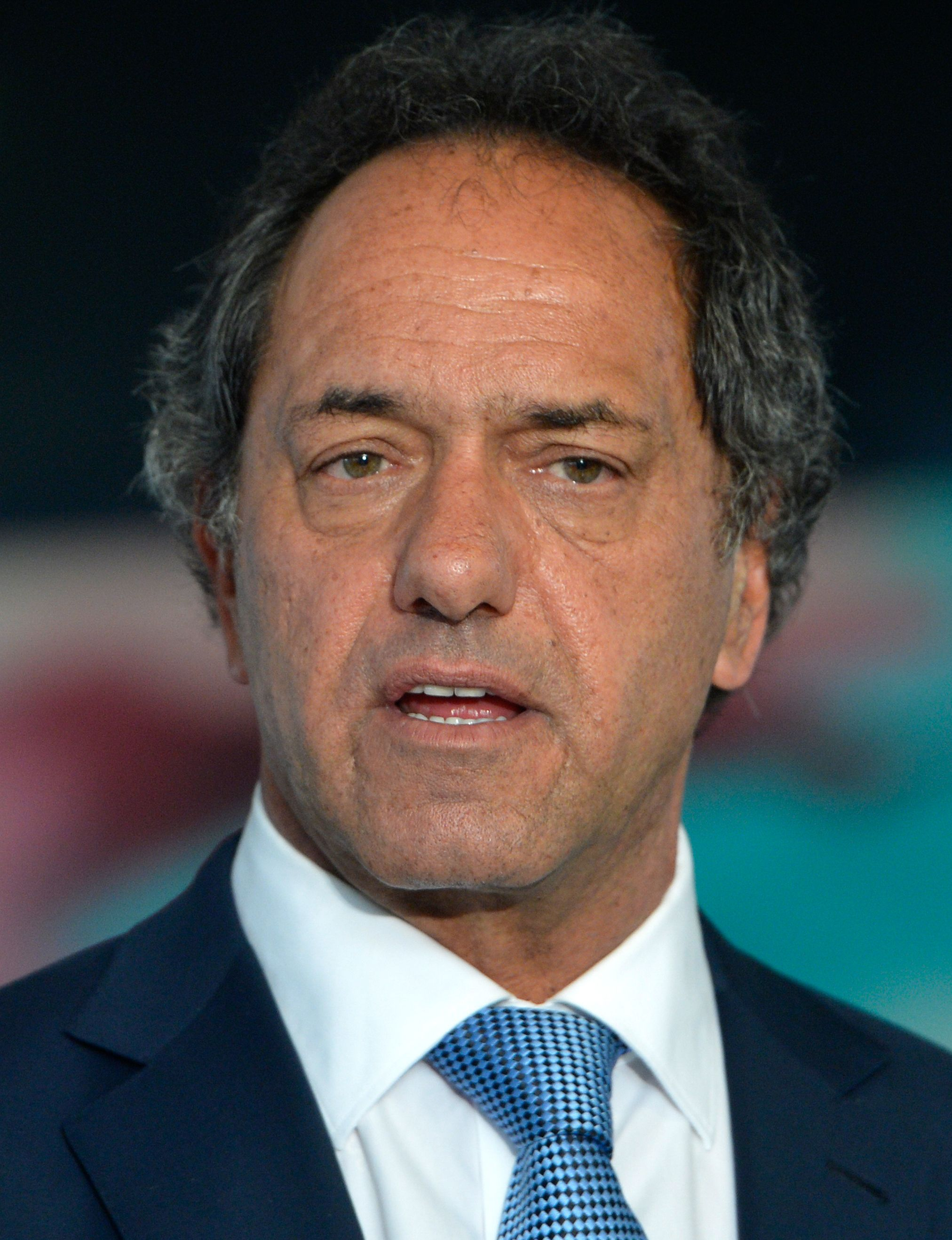
Daniel Scioli, 2015.

Daniel Osvaldo Scioli, född 13 januari 1957 i Buenos Aires, är en argentinsk politiker, affärsman och racerbåtsförare. Han var 2003–2007 vicepresident i Argentina och därefter guvernör i provinsen Buenos Aires fram till 2015. För närvarande är han landets ambassadör i Brasilien. Daniel Scioli är också partiordförande för peronistpartiet, Partido Justicialista. 
Scioli har bakom sig en framgångsrik karriär inom internationell båtsport, offshore class II, där han vunnit såväl europeiska mästerskap som världsmästerskap i tävlingar från 1986 och en bit in på 1990-talet. Åren 1992 och 1993 tävlade Scioli bland annat i Sverige, och hans båt "Argentina" vann klass II i Roslagsloppet i Öregrund båda åren.
Som företagare var Scioli genom sitt företag International Action i början av 1990-talet aktiv som generalagent i Argentina för Electrolux hushållsmaskiner. Han introducerade framgångsrikt Electrolux vitvaror på den argentinska marknaden, och blev sedermera chef för Electrolux dotterbolag i Argentina. 
Scioli var en av huvudkandidaterna i det argentinska presidentvalet 2015, men förlorade mot Mauricio Macri. Daniel Scioli är sedan 12 december 1992 gift med Karina Rabolini.